# Carmesí
El carmesí és un color vermell profund, fort, combinat amb una mica de blau, que dona com a resultat un to lleugerament púrpura.
És molt semblant al color carmí però menys fosc i amb un matís més blavós.  El tint d'aquest color s'obtenia usant els cossos secs de l'insecte Kermes vermilio, que habita als arbustos Quercus coccifera, i que es comercialitzava en els països mediterranis. D'aquí el seu nom del llatí medieval kermesinus o carmesinus.
Una mostra del color carmesí:

## Localització i usos
- Color de la posta de sol.
- Color de la bandera d'Alabama (EUA) i la Regió de Múrcia.
- Color d'algunes meduses.

- Color d'algunes teulades.

- Color d'algunes pintures.
- Color del vestuari dels monarques.
- Color de vestits.

- Medusa Aurelia aurita

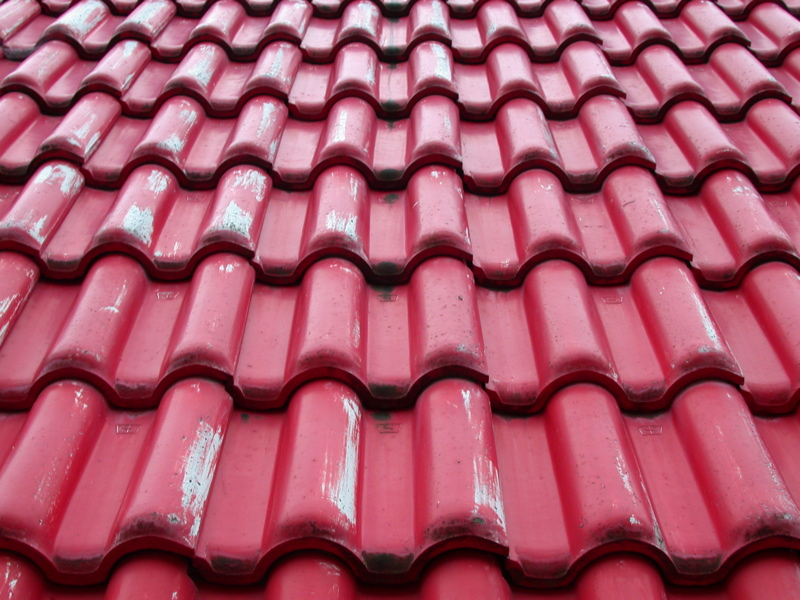
Teulades del Japó
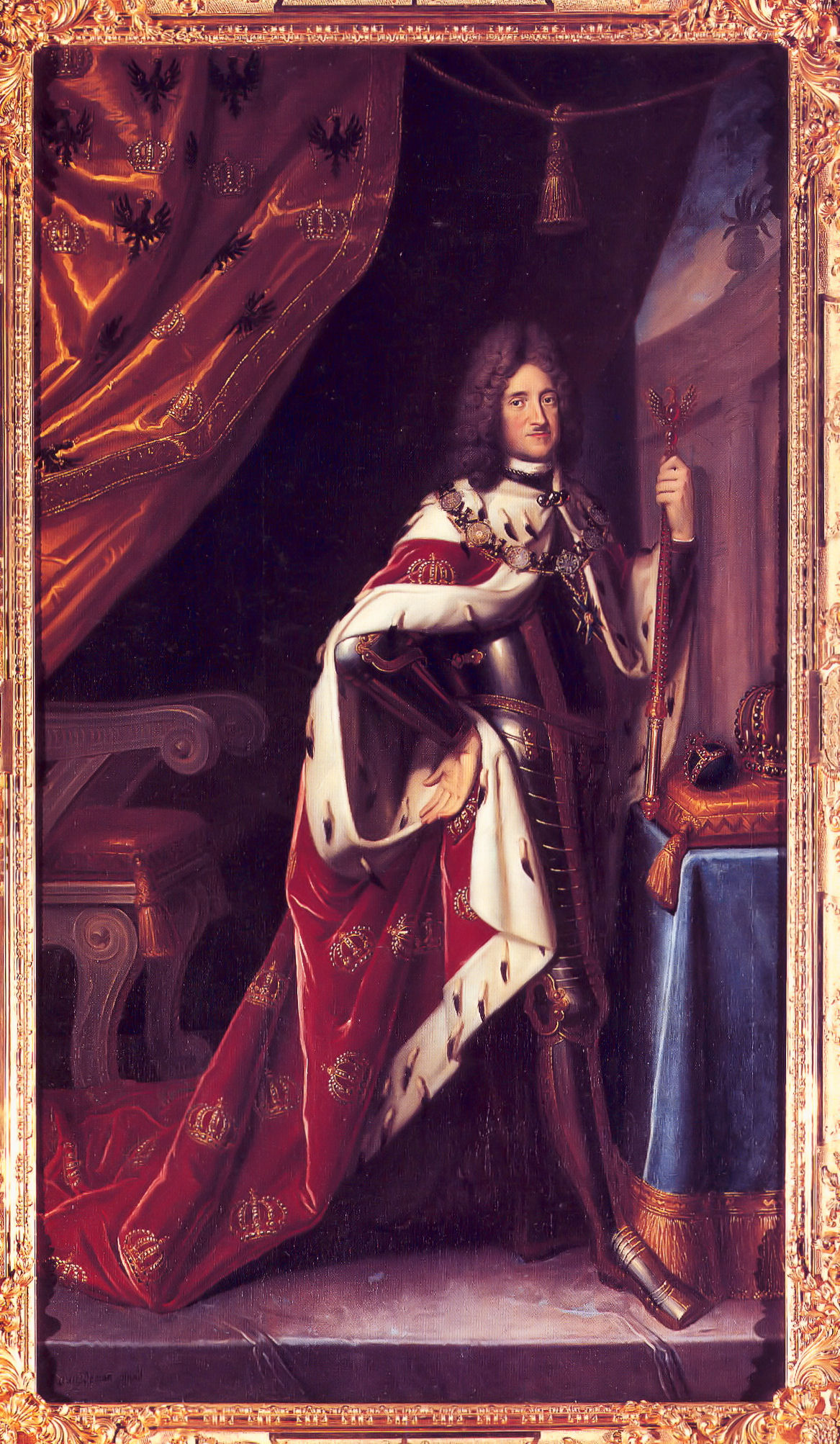
Frederic I de Prússia
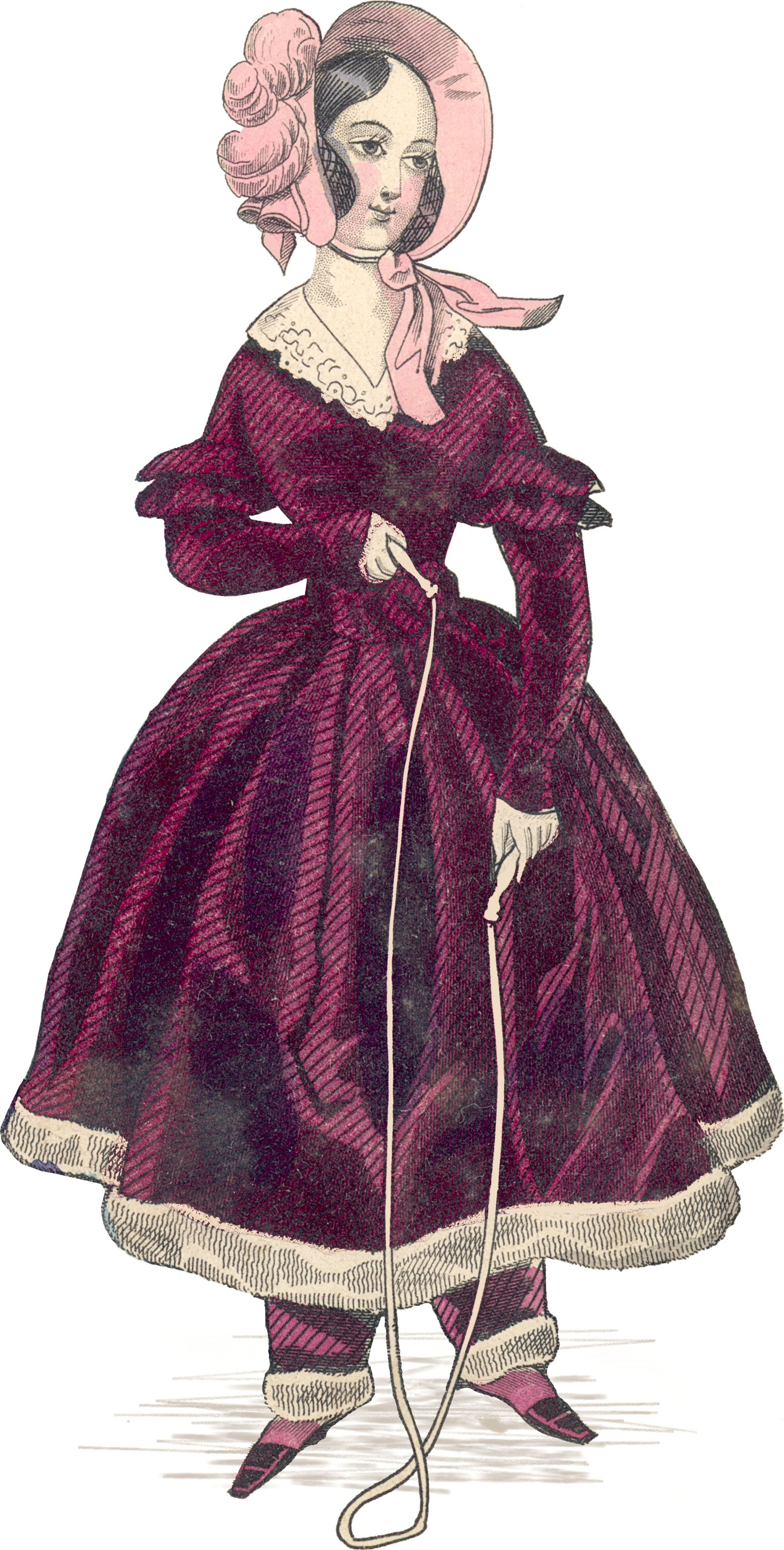
Vestit de vellut de noia
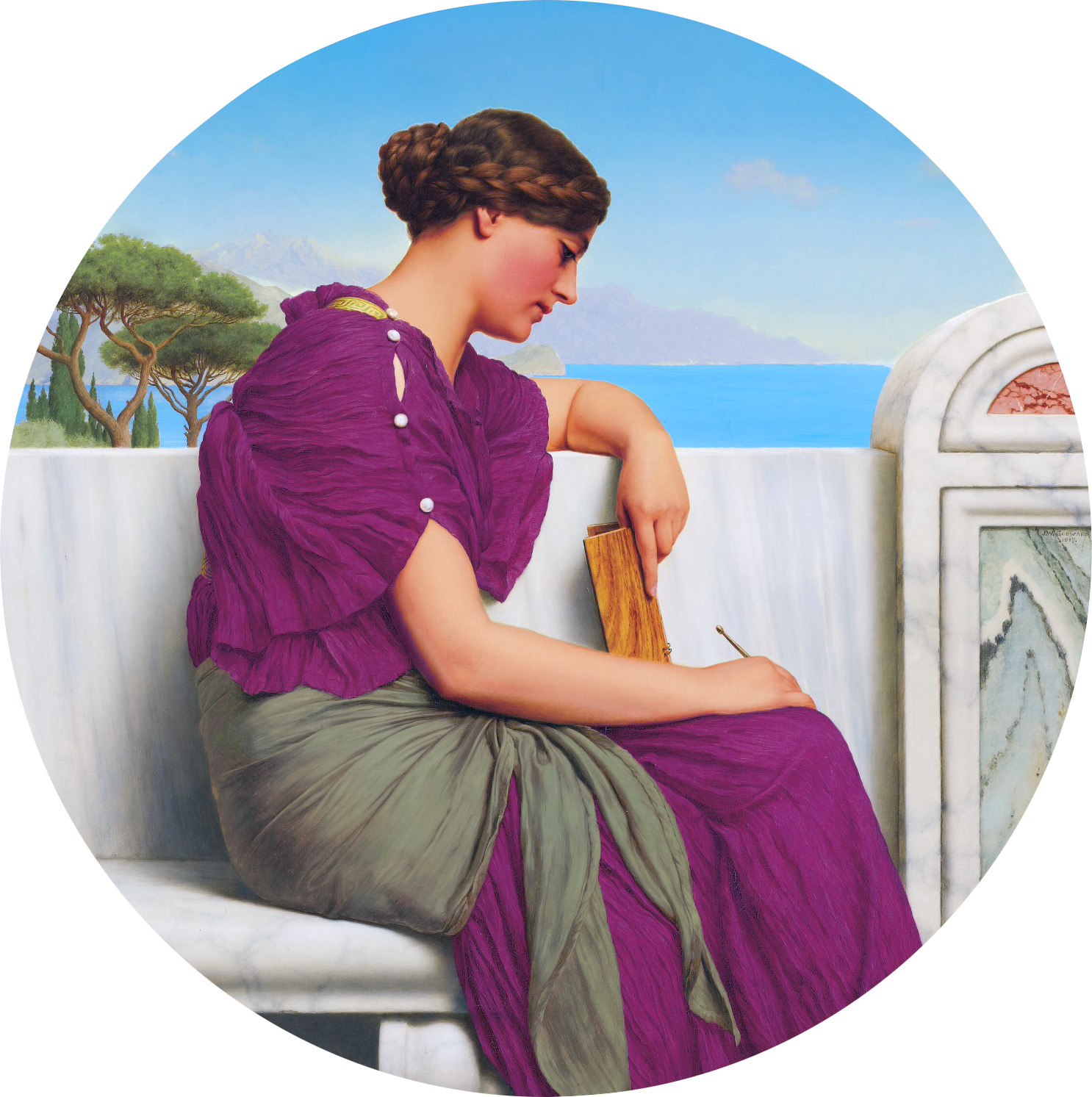
The Answer, John William Godward
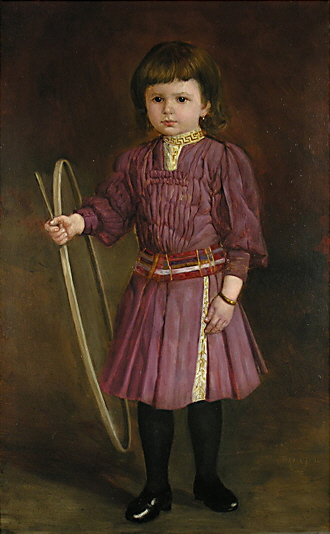
Nen amb arc, anònim